# El foll
El foll és una aquarel·la sobre paper en dos fragments realitzada per Pablo Picasso el 1904 a Barcelona i que actualment forma part de la col·lecció permanent del Museu Picasso de Barcelona. Es mostra a la Sala 8 de la col·lecció permanent del museu. Està signat Picasso i datat 1904 a l'angle superior esquerre. Conté la dedicatòria A mi buen amigo Sebastian Junyent, Picasso.

## Descripció
Aquesta obra és una peça clau d'aquest període, en el qual Picasso continua aprofundint en el món de la marginació i de la pobresa que caracteritzen l'època blava. El personatge connecta amb els captaires, els vells i els cecs que Picasso pinta i dibuixa profusament al llarg de 1903 i 1904.
Hi utilitza un llenguatge de marcats expressionisme i manierisme, de clares reminiscències grecquianes. L'estil original i personal d'El Greco, que es concreta en una tendència a l'allargament de les figures, a vegades fins al punt de desnaturalitzar-les, s'acusa notablement en aquest personatge picassià.
El gust pel manierisme, gràcies al qual es trenquen els eixos convencionals de la composició i s'estableix una ruptura entre forma i funció, no es reflecteix només en el cos estilitzat sinó també en els peus i les mans. Aquestes, molt desmesurades i esquelètiques, estan distorsionades i s'atansen a la cara, l'expressionisme de la qual deixa ben clar la malaltia de l'infeliç i centra tota la tensió dramàtica. Referint-se al Greco, Picasso manifesta a Brassaï: 
| «                         | Ja havia vist alguns dels seus quadres, que m’havien admirat (...) Vaig decidir fer un viatge a Toledo i em va produir una profunda impressió. Si les meves figures de l'època blava s'estiren, probablement és per influència seva. | » |
| — Pablo Picasso a Brassaï | |   |

La figura és contornejada amb un traç vigorós i a trossos subratllat. L'aquarel·la blava tenyeix suaument algunes zones del cos i traspassa, en alguns indrets, els límits del perfil humà per tenyir lleugerament punts del fons i simular l'ombra sobre un terra no definit.
Pierre Daix assenyala que possiblement El foll fou exposada a l'exposició que Berthe Weill organitzà a la seva galeria entre l'octubre i novembre de 1904.
L'obra està molt vinculada a una aquarel·la titulada pel mateix Picasso El loco, actualment a la col·lecció del Guggenheim Museum de Nova York.